# Década de 420 a.C.
Séculos: (Século VI a.C. - Século V a.C. - Século IV a.C.)
Décadas: 470 a.C. 460 a.C. 450 a.C. 440 a.C. 430 a.C. - 420 a.C. - 410 a.C. 400 a.C. 390 a.C. 380 a.C. 370 a.C.
Anos: 429 a.C. - 428 a.C. - 427 a.C. - 426 a.C. - 425 a.C. - 424 a.C. - 423 a.C. - 422 a.C. - 421 a.C. - 420 a.C.